# Integrative Cancer Therapies
Integrative Cancer Therapies, abgekürzt Integr. Cancer Ther., ist eine wissenschaftliche Fachzeitschrift, die vom SAGE-Verlag veröffentlicht wird. Die Zeitschrift erscheint mit vier Ausgaben im Jahr. Es werden Arbeiten veröffentlicht, die sich mit dem wissenschaftlichen Verständnis von alternativen und traditionellen Krebsbehandlungen beschäftigen.
Der Impact Factor lag im Jahr 2015 bei 1,706. Nach der Statistik des ISI Web of Knowledge wird das Journal mit diesem Impact Factor in der Kategorie Onkologie an 172. Stelle von 213 Zeitschriften und in der Kategorie Integrative & Komplementäre Medizin an fünfter Stelle von 24 Zeitschriften geführt.